# Ester Vallès Pelay
Ester Vallès Pelay (Vilobí del Penedès, 1982) és enginyera tècnica d'informàtica de sistemes i política de Junts per Catalunya i diputada al Parlament de Catalunya.
És alcaldessa de Vilobí del Penedès. Per primer cop, serà una dona qui ocupi l'alcaldia del municipi.